# 어린이재단
어린이재단은 대한민국의 사회 복지 재단이다.
2008년 1월부터 한국복지재단에서 어린이 재단으로 명칭을 변경하였다.
1948년 미국 기독교아동복리회(CCF, Christian Children's Fund)의 지원으로 아동복지사업을 시작, 1986년 CCF의 지원이 종결됨에 따라 국내순수민간기관으로 독립하여 지금까지 60여년간 복지사업을 진행해온 사회복지전문기관이다.
현재는 아동복지기관연맹인 국제 어린이재단 연맹(ChildFund Aliance)의 회원기관으로 활동하고 있다.

## 연혁
- 1948년 10월 미국 기독교아동복리회(CCF)지원으로 아동복지사업 시작
- 1979년 2월 CCF의 지원에서 독립해 법인명칭을 '한국어린이재단'으로 변경
- 1981년 10월 정부로부터 전국 불우아동결연사업 위탁받음
- 1986년 6월 CCF지원 종결. 국내 순수 민간기관으로 독자적인 사업 시작
- 1988년 5월 중증장애아동 요양시설 한사랑마을 개원
- 1994년 7월 법인명칭을 '한국복지재단'으로 변경
- 2002년 6월 국제어린이재단연맹(ChildFund Aliance) 가입
- 2005년 12월 정부로부터 실종아동전문기관 위탁 (2018년부터 중앙입양원으로 이양)
- 2008년 1월 법인명칭을 '어린이재단'으로 변경
- 2011년 9월 키자니아 서울 내 'NGO' 체험관 개장
- 2016년 4월 키자니아 부산 내 '글로벌 나눔 본부' 체험관 개장

## 주요사업
불우이웃결연사업, KBS 사랑의 리퀘스트, KBS 동행지역사회복지관(20개), 가정위탁지원센터(10개), 아동학대예방센터(8개), 한사랑마을, 실종아동전문기관, 북한 및 해외지원사업